# Koty to dranie
Koty to dranie – polski film obyczajowy z 1978 roku w reżyserii Henryka Bielskiego.

## Opis fabuły
Rencista Władysław Sypniewski (Janusz Paluszkiewicz) pewnego dnia musi utopić małe kotki. To niecodzienne zadanie z różnych powodów staje się dla starego człowieka niewykonalne. Film przedstawia społeczne tło Warszawy, szczególnie zobrazowany jest brak porozumienia pomiędzy starszym a młodszym pokoleniem.

## Obsada
- Janusz Paluszkiewicz – Władysław Sypniewski
- Janusz Kłosiński – Bagiński "Ruchomy", przyjaciel Sypniewskiego
- Helena Dąbrowska – pani Karolina, babcia klozetowa w "Victorii"
- Adam Ferency – Marek Sypniewski, wnuk Władysława
- Joanna Jędryka – dyrektorowa
- Gustaw Lutkiewicz – Marceli Broszczak
- Bronisław Pawlik – lekarz
- Bolesław Płotnicki – wytwórca prawideł, sąsiad Sypniewskiego
- Zdzisław Wardejn – fryzjer
- Zbigniew Zapasiewicz – Toluś Sypniewski, syn Władysława
- Ewa Ziętek – listonoszka Magda
- Leonard Andrzejewski – mężczyzna u weterynarza
- Bogusz Bilewski – wędkarz
- Wirgiliusz Gryń – kanalarz
- Jan Himilsbach – handlarz na targu
- Danuta Kowalska – dziewczyna w myjni samochodowej
- Andrzej Krasicki – kierowca
- Piotr Krasicki – robotnik Marciniak
- Joachim Lamża – mężczyzna na bazarze
- Anna Makarska – handlarka na bazarze
- Leon Niemczyk – alfons na bazarze
- Jerzy Turek – robotnik z młotem pneumatycznym
- Franciszek Trzeciak – kanalarz
- Alicja Migulanka – kobieta u weterynarza